# Schloss Unterthingau

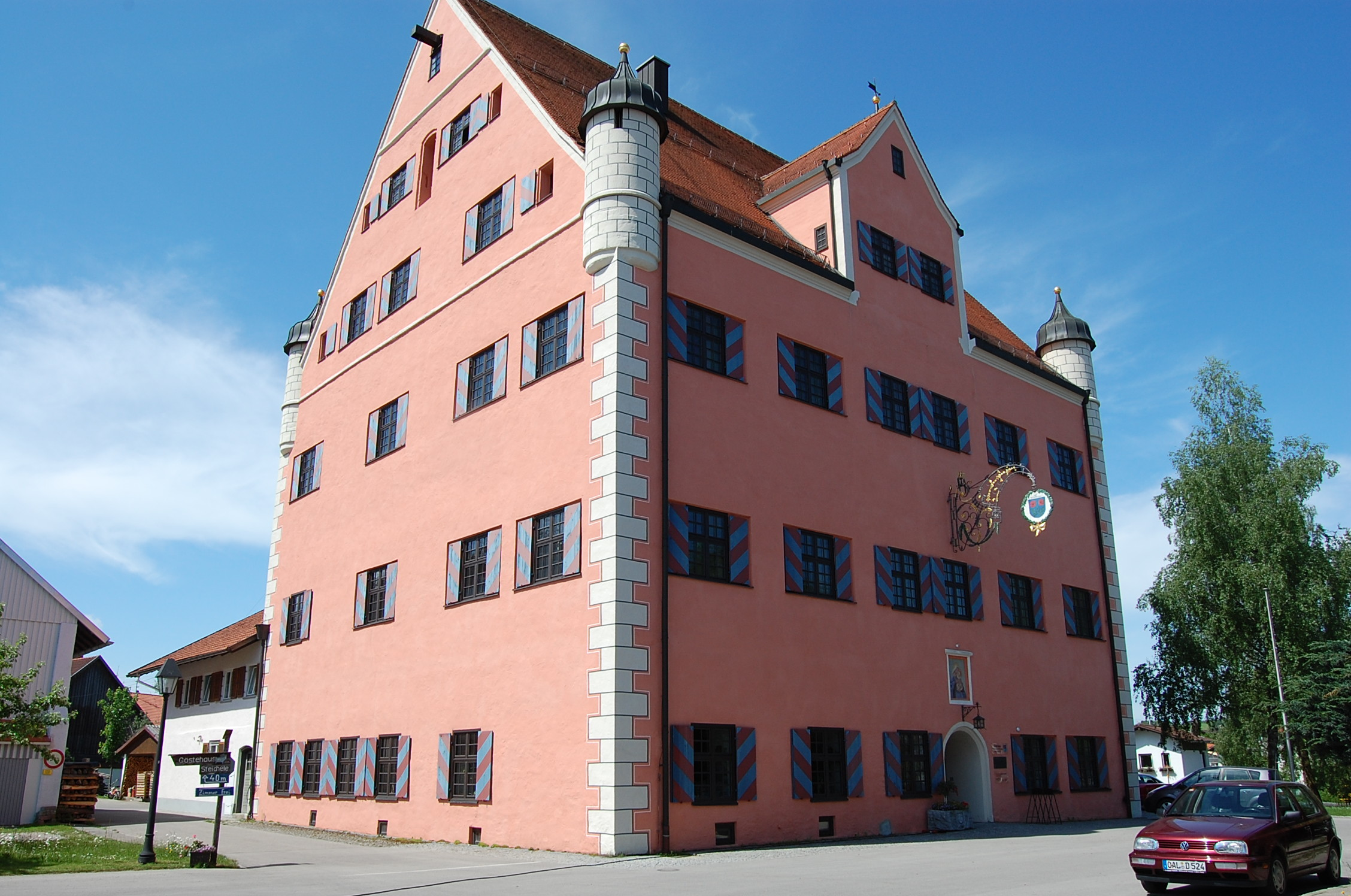
Schloss Unterthingau

Das Schloss Unterthingau beherbergt heute die Gemeindeverwaltung von Unterthingau, die Gemeinde- und Pfarrbücherei und verschiedene Vereine.

## Geschichte
Unterthingau war seit 1465 Sitz eines Dorfgerichts des Fürststiftes Kempten. Das Schloss wurde 1515 erstmals als Sitz des stifts-kemptischen Niedergerichts urkundlich erwähnt. Es wurde nach der Säkularisation 1803 als Gasthof genutzt. 1965 kam das Gebäude in den Besitz der Gemeinde und wurde mit Unterstützung des Landesamtes für Denkmalpflege in den Jahren 1976 bis 1979 renoviert.

## Baubeschreibung
Mächtiger, das Ortsbild beherrschender Bau mit steilem Satteldach, 1594 westlicher Umbau über älterem Kern, 1695/96 innen barockisiert.